# تست گوزن
تست گوزن (آلمانی: Elchtest و انگلیسی: Moose test یا VDA به معنی تست مانور ناگهانی) معیاری برای اندازه‌گیری ثبات و پایداری خودرو در مقابل انحراف و چپ شدن آن، در زمان تغییر ناگهانی مسیر می‌باشد. شرایط این تست باید برای تمام خودروها یکسان باشد و نتایج ارائه شده از این تست باید قابل مقایسه با هم باشند تا به وسیلهٔ آن از عدم اطمینان مشتریان به ایمنی وسایل نقلیه جلوگیری کند.

## تاریخچه
در نوامبر سال ۱۹۹۷ صنعت خودروسازی آلمان راه کاری برای سنجش ایمنی خودروها ابداع کرد. یکی از اهداف این طرح ابداع معیاری‌هایی ساده برای سنجش ایمنی وسایل نقلیه در حال حرکت بود. برای این منظور، گروهی از کارشناسان که شامل هفت خودروساز آلمانی، بخش بیمه، کانون خودرو، دانشمندان مستقل و نمایندگانی از طرف طراحان این تست و روزنامه‌نگاران گرد هم جمع شدند. هدف از این کار گروهی این بود که اطمینان حاصل شود که معیاری که قرار است برای آزمون تغییر مسیر ناگهانی تعریف کنند تجدید پذیر و قابل اثبات باشد و همچنین به گونه‌ای باشد که قابل فهم برای مصرف‌کنندگان باشد و در پایان این کار گروهی تست گوزن طراحی شد.

## شرایط تست گوزن

### مسیر انجام تست گوزن

مسیر تست گوزن

در حال حاضر، روش انجام تست گوزن تحت استاندارد ISO 3888-2:2011 انجام می‌شود، این استاندارد شامل ابعاد مسیر این تست است که مانور شدید و تغییر مسیر، برای تعیین معیاری قابل فهم برای ارزیابی توانایی حرکتی، فرمان پذیری و کنترل وسایل نقلیه در جلوگیری از برخورد با موانع در این مسیر انجام می‌گیرد. این تست قابل اجرا برای خودروهای سواری و وسایل نقلیهٔ تجاری سبک تا وزن ۳٫۵ تن می‌باشد.

### روش تست گوزن
اندازه‌گیری زمان طی مسیر این تست برای یک خودرو، با عبور کردن خودرو از روی خط شروع آغاز می‌شود و با عبور از آخرین مانع پایان می‌یابد. در زمان عبور از خط شروع پدال گاز رها می‌شود (در طول مسیر تست نباید هیچگونه فشاری بر روی پدال گاز و پدال ترمز وارد شود) بنابراین زمانی که خودرو وارد مسیر تست می‌شود در حال از دست دادن سرعت است (در حالت کاهش سرعت یا شتاب منفی قرار دارد) و این مسئله به این منظور است که رانندگان رفتار معمولی داشته باشند. در طول مسیر تست خودرو نباید به هیچ‌کدام از مخروط‌های ترافیکی برخورد کند، در غیر این صورت تست مورد قبول نیست.
سرعت اولیه خودرو در زمان عبور از روی خط شروع در طی تست‌های متوالی پله پله افزایش می‌یابد، سرعت اولیه ۶۰ کیلومتر است، این سرعت در مراحل بعدی افزایش می‌یابد تا زمانی که راننده ترمز کند یا به مخروط‌های ترافیکی برخورد کند یا اینکه خودرو دور خود بچرد و اسپین شود. این مسائل در بهترین حالت، عموماً در سرعت‌های حدود ۷۰–۸۰ کیلومتر (۴۵–۵۰) مایل اتفاق می‌افتند. این تست در خودروهای دارای ESP (سیستم کنترل پایداری الکترونیکی) در حالت خاموش و روشن این ویژگی، انجام می‌شود. سیستم ESP برای جلوگیری از انحراف ناگهانی خودرو طراحی شده‌است.

### اندازه‌گیری داده‌ها

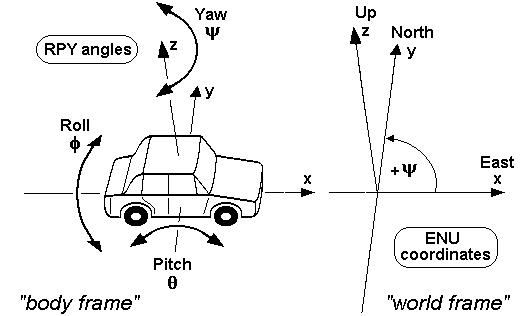
زوایای Pitch, Roll و Yaw در خودرو

در طول مدت زمان انجام این تست، پارامترهای حرکتی که قابل اندازه‌گیری و مقایسه هستند به منظور معیاری برای سنجش در نظر گرفته می‌شوند، مانند سرعت در حداکثر زاویهٔ فرمان یا حداکثر زاویه شناور نتیجه گرفته شدهٔ بعد از آن.
معیارهای مربوط به تست گوزن عبارتند از:
1. سرعت طولی و عرضی خودرو
2. زاویهٔ فرمان و گشتاور
3. نیروهای وارد بر اکسل و مدت زمان آنها
4. زاویه تو(toe) و زاویه کمبر(camber)
5. زاویهٔ لغزش خودرو از مسیر اصلی
6. زاویهٔ انحراف از مسیر اصلی
7. شتاب طولی و عرضی و مورب خودرو
8. زوایای پیچ (pitch)، رول (roll) و یاو (Yaw)

زاویه رول زمانی در خودرو به وجود می‌آید که خودرو، وارد اولین مسیر باریک شده توسط مخروط‌هایی که روبروی هم قرار گرفته‌اند می‌شود، این مسیر را طی می‌کند و باید وارد دومین مسیری شود که توسط مخروط‌ها باریک شده‌اند، مسیر دوم نسبت به مسیر اول تقریباً ۵ درجه اختلاف دارد که این مسئله باعث می‌شود راننده فرمان را بچرخاند که باعث به وجود آمدن زاویه roll می‌شود. در حین تغییر مسیر در ابتدا تقریباً زاویه بردار عرضی شتاب همچنان هم فاز با زاویه فرمان است اما بعد از مدتی زاویه عرضی شتاب یک فاز عقب می‌ماند و زاویه roll به وجود می‌آید. همچنین در حین ورود به مسیر باریک دوم، زاویه انحراف خودرو از مسیر اصلی می‌تواند توضیح دیگری برای زاویه roll باشد که بر اثر جرم خودرو رخ می‌دهد.

## تست‌های پی در پی
مجله سوئدی Teknikensvarld یکی از معروف‌ترین مجلات در زمینه تست مارپیچ گوزن است و سالانه صدها خودرو را تحت استانداردهای تست گوزن، مورد ارزیابی قرار می‌دهد. این مجله از سال ۱۹۸۳ به صورت منظم شروع به انجام این تست نموده است و نتایج حاصل را در وب سایت خود قرار می‌دهد. در بین این نتایج، رکورد بهترین عملکرد در این تست، مدت‌ها در اختیار سیتروئن زانتیای شش سیلندر با ثبت رکورد حداکثر سرعت ۸۵ کیلومتر بر ساعت بود که در سال ۱۹۹۹ توانست این رکورد را از خود برجای بگذارد و حتی خودروهای سوپر اسپرت مانند پورشه ۹۱۱ جی‌تی۳ و انواع مک لارن قادر به شکستن این رکورد نبودند اما در نهایت این رکورد توسط پورشه ۷۱۸ باکستر و کی‌من (۹۸۲) با حداکثر سرعت ۸۶ کیلومتر بر ساعت شکسته شد.

## تست مرسدس-بنز کلاس-آ مدل ۱۹۹۷

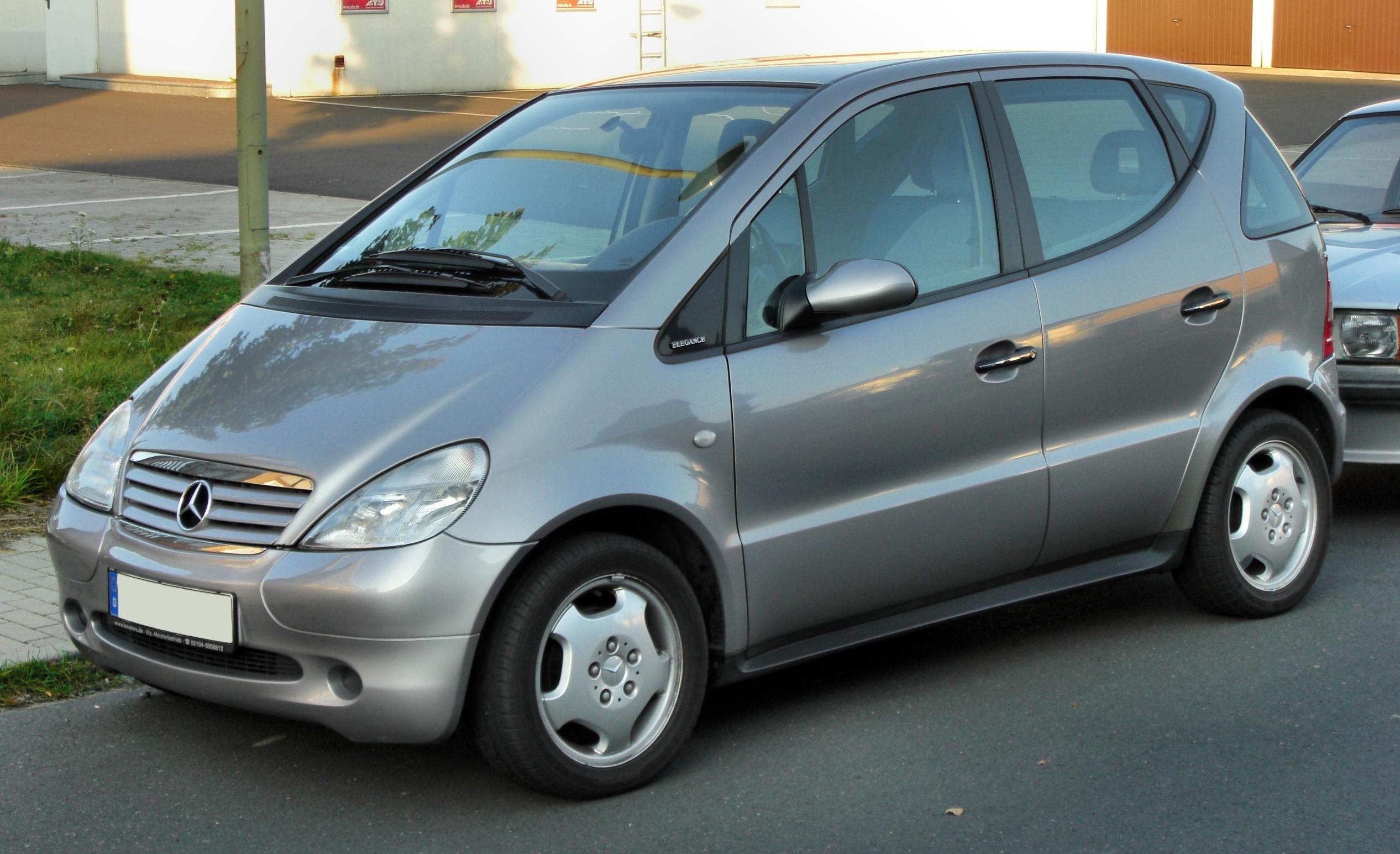
مرسدس-بنز کلاس-آ مدل ۱۹۹۷

در ۲۱ اکتبر ۱۹۹۷، در تستی که برای خودروی مرسدس-بنز کلاس-آ توسط روبرت کلین از مجله سوئدی Teknikensvarld در حال انجام بود، این خودرو در مراحل اولیه تست دچار واژگونی شد. این درحالی بود که حتی خودروی قدیمی ترابانت از یک خودروسازی منحل شده در آلمان شرقی که به بی کیفیتی در آلمان زبان زد بود توانسته بود این مرحله را با موفقیت پشت سر بگذارد.